# Ambatoabo
Ambatoabo es una ciudad y comuna de Madagascar. Pertenece al distrito de Taolanaro, que forma parte de la región de Anosy. La población de la comuna se estimó en aproximadamente 8.000 habitantes en el censo comunal de 2001.
Sólo hay disponible educación primaria. El 90% de la población de la comuna son agricultores, mientras que un 7% adicional se dedica a la cría de ganado. El cultivo más importante es el arroz. Otros productos importantes son los frijoles, el maíz y la yuca. Los servicios dan empleo al 3% de la población.